# Сушица (Исток)
Сушица (алб. Shushicë) је насеље у општини Исток на Косову и Метохији.
Турски књижевник, политичар и аутор химне Турске, Мехмет Акиф Ерсој, пореклом је из Сушице.

## Демографија
Насеље има албанску етничку већину,
Број становника на пописима:
- попис становништва 1948. године: 1 139
- попис становништва 1953. године: 1 237
- попис становништва 1961. године: 1 253
- попис становништва 1971. године: 1 350
- попис становништва 1981. године: 1 729
- попис становништва 1991. године: 1 951